# Taku (stad)
Taku (Japans: 多久市, Taku-shi) is een Japanse stad in de prefectuur Saga. In 2014 telde de stad 20.032 inwoners. 

## Geschiedenis
Op 1 mei 1954 werd Taku benoemd tot stad (shi).

## Partnersteden
- Qufu, China

Steden:
Imari · Kanzaki · Karatsu · Kashima · Ogi · Saga (hoofdstad) · Takeo · Taku · Tosu · Ureshino

Districten:
Fujitsu · Higashimatsuura · Kanzaki · Kishima · Miyaki · Nishimatsuura
Gemeenten per district